# Glaucus (uggla)

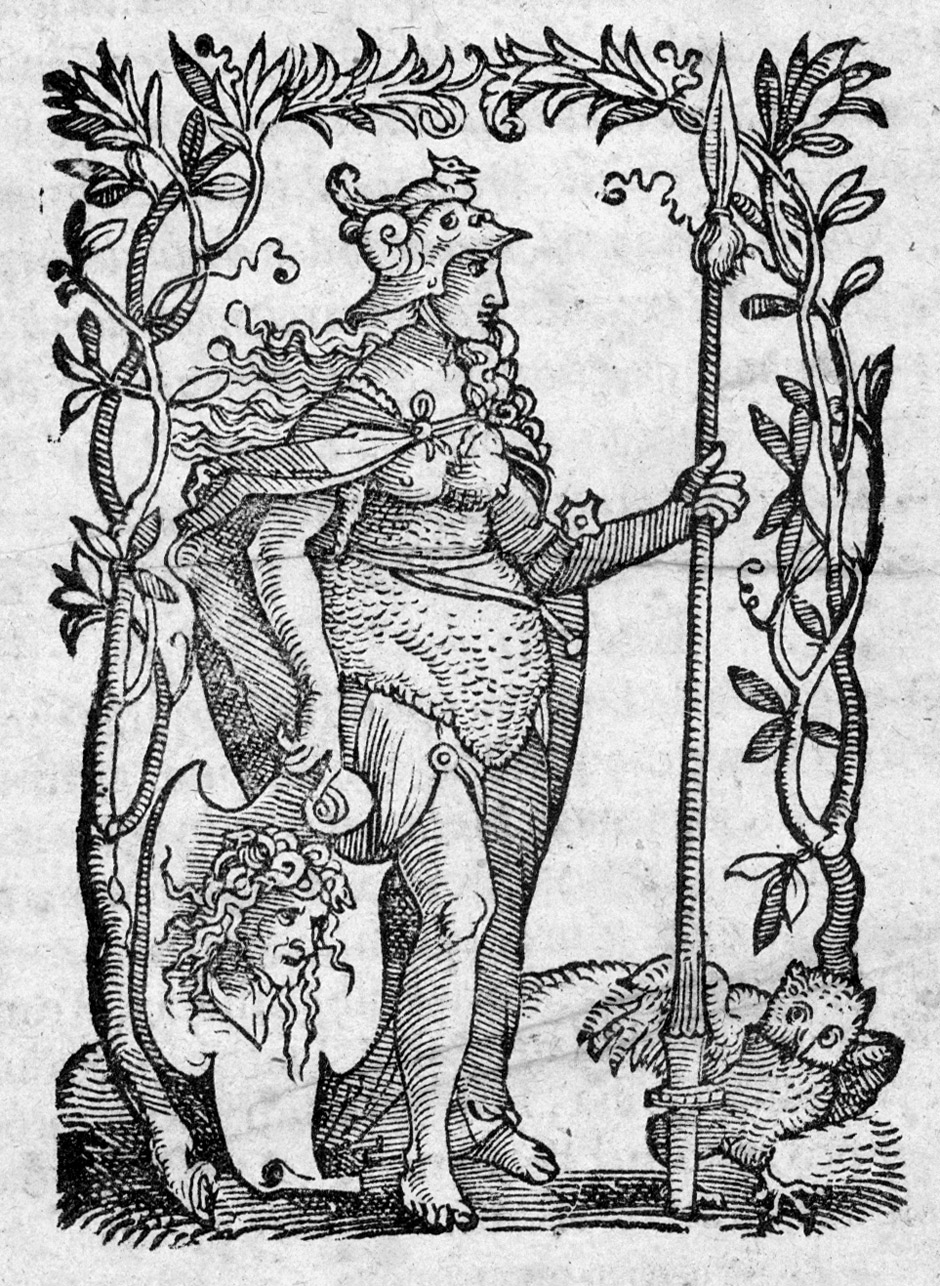
Glaucus vid Minervas fötter.

Glaucus ("bländande ögon"; jfr Grekiska glaux, uggla, av samma ursprung) är inom grekisk och romersk mytologi Athenas / Minervas symboliska uggla, ofta kallad "Athenas uggla" eller "Minervas uggla". Den ackompanjerar Minerva i romersk mytologi och ses som en symbol för vishet eftersom ugglan kan se i mörkret.
I förordet till sin bok Grundlinien der Philosophie des Rechts nämner G.W.F. Hegel ugglan: "Minervas uggla sprider sina vingar blott när skymningen faller" — vilket innebär att filosofin inte förstår ett historiskt villkor förrän det försvinner. Filosofin kan inte vara normativ eftersom den endast förstår i efterhand.